# هنجيري كويخاشامراد
قرية هنجيري كويخاشامراد (بالكردية: ھەنجیرەی کوێخاشامراد)‏ هي إحدى قرى ناحية قورة تو في قضاء خانقين ضمن الحدود الإدارية لمحافظة السليمانية لأنها ضمن مناطق إدارة كرميان في إقليم كردستان العراق.